# Iwaniacki Potok
Iwaniacki Potok – potok, dopływ Starorobociańskiego Potoku. Wypływ w źródle na wysokości 1413 m na zachodnich stokach Iwaniackiej Przełęczy w Tatrach Zachodnich. Spływa w północno-zachodnim kierunku dnem Doliny Iwaniackiej, w dolnym biegu zmienia kierunek na zachodni i przepływa pomiędzy polaną Iwanówka i Starorobociańską Polaną. Na wysokości około 1090 m uchodzi do Starorobociańskiego Potoku jako jego prawy dopływ.
Rejon Doliny Iwaniackiej zbudowany jest ze skał węglanowych, w których występują zjawiska krasowe. Powodują one, że koryto Iwaniackiego Potoku w wielu miejscach jest suche, a woda przepływa podziemnymi przepływami. Wzdłuż potoku prowadzi znakowany szlak turystyczny na Iwaniacką Przełęcz. W kilku miejscach przekracza on jego koryto.

## Szlaki turystyczne
schronisko PTTK na Hali Ornak – dolinka Iwanowska – Iwaniacka Przełęcz – Dolina Iwaniacka – Dolina Chochołowska (leśniczówka)